# Saxonia (Schiff, 1900)
Die Saxonia war ein 1900 in Dienst gestellter Ozeandampfer der britischen Reederei Cunard Line, der als Royal Mail Ship im Passagier- und Frachtverkehr von Liverpool über Queenstown nach New York und Boston sowie ins Mittelmeer eingesetzt wurde. Im Ersten Weltkrieg diente das Schiff als Truppentransporter. 1924 wurde es außer Dienst gestellt und 1925 abgewrackt.

## Das Schiff
Der Kiel für das aus Stahl gebaute Dampfschiff Saxonia wurde am 22. November 1898 mit der Baunummer 339 auf der Werft John Brown & Company im schottischen Clydebank gelegt. Die Saxonia war 176,78 Meter lang, 19,57 Meter breit und hatte eine Seitenhöhe von 12,71 Metern. Die Saxonia wurde mit achtzylindrigen Dampfmaschinen mit vertikaler Vierfachexpansion angetrieben, die eine Höchstgeschwindigkeit von 16,59 Knoten (29,6 km/h) ermöglichten. Die Maschinenleistung lag bei 10.000 PSi.
Sie war das Schwesterschiff der bereits 1899 bei Swan Hunter fertiggestellten Ivernia, welche mit 13.799 BRT etwas kleiner war. Die Tonnage der Saxonia lag bei 14.281 BRT und 9100 NRT. Somit war sie das bis dahin größte Schiff der Cunard-Flotte. Beide Schiffe hatten ungewöhnlich hohe Schornsteine. Vom äußeren Design unterschied sich die Saxonia dadurch von der Ivernia, dass sie eine höhere Kommandobrücke hatte, die Rettungsboote anders angeordnet waren und dass sich vor der Brücke zwei Lüfter befanden. Das Schiff hatte einen Schornstein, einen Doppelpropeller und vier Masten. An Bord war Platz für 164 Passagiere der Ersten, 200 der Zweiten und 1600 der Dritten Klasse.

## Geschichte
Das Schiff lief am 16. Dezember 1899 vom Stapel und wurde von Emily Arbuthnot, Baroness Inverclyde, der Ehefrau von John Burns, 1. Baron Inverclyde, einem der Vorsitzenden der Cunard Line, auf den Namen Saxonia getauft. Sie wurde am 21. April 1900 ihren Eignern übergeben und lief am 22. Mai 1900 in Liverpool zu ihrer Jungfernfahrt über Queenstown nach Boston aus. Am 14. Juli 1904 traf die Saxonia mit Überlebenden des Untergangs des dänischen Passagierdampfers Norge an Bord in New York ein.
Zu den Kapitänen der Saxonia gehörten im Lauf der Jahre James T. Charles, der später mit der Mauretania, der Lusitania und der Aquitania die größten Schiffe der Cunard Line kommandierte; Arthur Rostron, der 1912 mit der Carpathia die Überlebenden der Titanic rettete, sowie Thomas Potter, der vorübergehend auch auf der Ivernia auf der Brücke stand.
Am 16. September 1909 lief der Dampfer auf der Burbo Bank im Crosby Channel an der Mündung des River Mersey auf Grund. Am 16. November 1909 beendete die Saxonia ihre vorerst letzte Überfahrt auf der Strecke Liverpool–Queenstown–New York. Ab dem 23. November 1909 dampfte sie von New York nach Triest, Fiume und Neapel, bis sie ab dem 10. Mai 1910 wieder auf der ursprünglichen Atlantikroute fuhr. Ab dem 11. November 1910 fuhr die Saxonia erneut von New York nach Triest, ab dem 30. September 1911 von Liverpool über Queenstown nach New York und vom 20. März 1912 bis zum 8. Juli 1914 bediente sie zusammen mit der Ivernia die Route Triest–Fiume–Patras–Messina–Neapel–Lissabon–New York.
Am 29. August 1914 fuhr die Saxonia von Liverpool nach New York und von dort weiter nach Québec, wo sie für die kanadische Regierung in einen Truppentransporter umgewandelt wurde. Von 1914 bis 1915 diente sie zudem in London zur Unterbringung von Kriegsgefangenen. Zwischen Mai 1915 und Oktober 1916 fuhr sie wieder im Passagierverkehr von Liverpool nach New York, bis sie 1917 erneut als Truppentransporter und Versorgungsschiff zwischen Liverpool und New York pendelte. Am 1. März 1917 kehrte sie für drei Überfahrten von London nach New York in den Passagierverkehr zurück und bediente ab September 1917 wieder die Route Liverpool–New York. Am 14. Dezember 1918 legte sie in London zu ihrer ersten Fahrt nach Kriegsende ab. Bis April 1919 brachte sie US-amerikanische Soldaten von Frankreich zurück in die Vereinigten Staaten.
1920 wurden die Passagierunterkünfte umgebaut, sodass nun noch 472 Passagiere Erster und 978 Passagiere Dritter Klasse an Bord untergebracht werden konnten. Außerdem wurde der Schornstein um 4,5 Meter verkürzt. Am 18. Oktober 1924 vollendete die Saxonia ihre letzte Fahrt, die sie von London über Hamburg, Southampton und Cherbourg nach New York geführt hatte. Im November 1924 wurde das Schiff in Tilbury aufgelegt. Am 17. März 1925 traf das Schiff in Hendrik-Ido-Ambacht (Niederlande) ein, wo es kurz darauf abgewrackt wurde.